# Anéis de Newton
Anéis de Newton (em homenagem a Isaac Newton) são um padrão de franjas concêntricas circulares claras e escuras ou franjas concêntricas circulares nas cores do arco-íris produzidas por interferência na camada fina de ar entre duas superfícies reflexivas adjacentes.

## Experimento

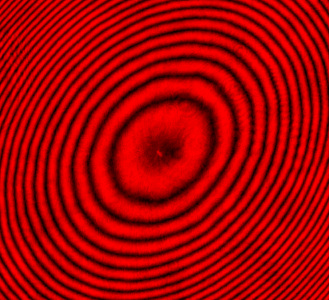
Anéis de Newton oriundos da incidência de luz monocromática vermelha (650nm) em um experimento semelhante ao descrito ao lado.

Quando posicionamos uma lente plano-convexa sobre uma placa lisa de vidro, forma-se entre as duas superfícies uma lâmina de ar de espessura variável. No ponto de contato entre ambas superfícies, a espessura da camada de ar é zero e aumenta em direção às bordas da lente convexa. Ao incidirmos uma luz monocromática sobre o arranjo descrito, podemos observar por meio da luz refletida e transmitida um padrão de franjas de interferência composto por uma série de anéis concêntricos, alternadamente claros e escuros, ao redor do ponto de contato, os Anéis de Newton.
Essas franjas circulares foram primeiramente observadas por Robert Boyle, em 1663, e por Robert Hooke, que as destacou em seu livro Micrographia, em 1665. Os estudos de Boyle e de Hooke impulsionaram Isaac Newton, em 1666, a estudar o fenômeno de interferência que ocorria em filmes finos. Newton foi, então, o responsável por utilizar a teoria ondulatória para explicar esse fenômeno, determinando com grande precisão os raios dos anéis, a espessura da camada onde se formam e os comprimentos de onda da luz.
Quando observadas utilizando uma luz branca, as franjas dão origem a um  padrão concêntrico de anéis das cores do arco-íris, isso porque os comprimentos de onda dos diferentes espectros da luz interferem em espessuras diferentes na camada de ar entre as superfícies.

## Teoria

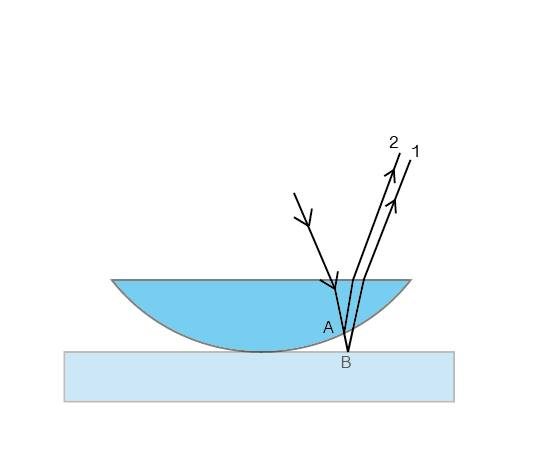
Arranjo composto por uma lente plano-convexa e por uma superfície de vidro lisa, separadas por uma lâmina de ar com espessura variável (filme fino).

O raio luminoso incidente chega à superfície da lente convexa, onde parte da luz é refletida e parte é refratada. O raio 2,refletido, não causa uma mudança de fase, isso porque a luz passa de um meio com índice de refração maior para um índice de refração menor, no caso da lente para o ar. Já o raio 1, refratado, causa uma mudança de fase de 180° ou λ/2, pois passa de um meio com índice refração menor para outro com índice de refração maior, isto é, do ar para o vidro. Esses raios causarão uma interferência construtiva (anéis claros) se 2L = (m+1/2). λ ou uma interferência destrutiva (anéis escuros) se 2L=m.λ, com m= 0,1,2,3...
Para ambas equações, temos 2L como a diferença de caminho percorrida pela onda, sendo L a espessura do filme fino, e o comprimento λ referido é o  comprimento da onda no filme fino, nesse caso o ar, com n=1.
O ponto central é escuro justamente porque a diferença de caminho é igual a zero, e temos apenas uma mudança de fase de 0,5λ devido à reflexão.

## Raio dos Anéis de Newton
Por geometria, podemos obter os raios dos anéis claros e escuros em função do comprimento de onda da luz e também do raio de curvatura de lente convexa.
À medida que nos afastamos do ponto central, a diferença de caminho deixa de ser zero e podemos observar o padrão alternado de anéis claros  e escuros. Para tanto, consideraremos a espessura do filme fino como L, o índice de refração do ar igual a 1, o raio de curvatura R da lente convexa e r o raio dos anéis.
Por geometria, sabemos que:

BD X BE = AB X BC

BD = BE= r, AB = L, BC= 2R-L

r x r = L(2R-L)

r²= 2RL - L²

Como L é muito menor que R, podemos desconsiderar o L², logo:

r²= 2RL

Para interferência construtiva, temos 2L= (m+1/2)λ. Para o primeiro anel claro ou primeiro máximo, temos m=0, para o segundo máximo, m=1. De forma semelhante, podemos generalizar para o enésimo máximo usando m= N-1. Substituindo o m na fórmula da interferência construtiva, obtemos:
2L= (N-1+1/2)λ 

Então L=1/2(N-1/2)λ

Voltando para a fórmula que nos dá finalmente o raio do enésimo anel claro:

r²=2.R.λ.1/2(N-1/2)

{\displaystyle r_{N}=\left[\left(N-{1 \over 2}\right)\lambda R\right]^{1/2}}

Analogamente, podemos obter a fórmula para o enésimo anel escuro.

## Aplicação
Uma aplicação prática desse fenômeno reside no teste de lentes ópticas. Em geral, só conseguiremos observar anéis perfeitamente concêntricos e circulares quando a lente está bem polida, ou seja, ao colocarmos a lente plana em contato com uma superfície plana padrão, perceberemos as franjas de interferência na camada de ar, indicando se a superfície precisa ser melhor polida a fim de se tornar "ópticamente plana". 